# 元谦 (韩国公)
元谦（?—?），元魏宗室，河南郡洛阳县（今河南省洛阳市东）人，魏孝文帝元宏玄孙，广平武穆王元怀曾孙，魏孝武帝侄孙，广平文懿王元悌之孙，广平公元赞之子。
北周取代西魏后，以江阳王元罗封为韩国公，作为二王三恪奉祀元魏宗庙。天和三年八月乙丑（568年9月9日），元罗去世。周武帝以元罗为元魏远支宗室，天和四年（569年）五月己丑，封广平公元赞子元谦为韩国公，以绍魏后。之后元谦的儿子元菩提、元菩提的儿子元宝琳，世袭韩国公。元谦的后裔历经北周、隋朝、唐朝，一直承袭韩国公的爵位。